# Henning Görtz
Henning Görtz (* 1966 in Bargteheide) ist ein deutscher Politiker (CDU). Er ist seit 2016 Landrat des schleswig-holsteinischen Landkreises Stormarn.

## Leben
Henning Görtz ist in Bargteheide geboren und aufgewachsen. Er ist promovierter Diplomkaufmann. Von 2008 bis 2016 war er Bürgermeister seiner Geburtsstadt. Am 29. Januar 2016 wurde er erstmals vom Kreistag des Landkreises Stormarn zum Landrat gewählt und 2021 für eine zweite Amtszeit wiedergewählt. 2023 wurde er außerdem Vorsitzender des Schleswig-Holsteinischen Landkreistages.